# Tóth Pál (rajzfilmrendező)
Tóth Pál (Pécs, 1952. október 27. –) Balázs Béla-díjas animációsfilm-rendező, animátor.

## Élete
1971-től 17 éven át a Pannónia Filmstúdió Kecskeméti Műtermében dolgozott tervező-rendezőként. Olyan rajzfilmeknél dolgozott animátorként és fázisrajzolóként mint "Az idő urai", a "Mézga család" vagy a János vitéz. 1980-86-ig a Leo és Fred című saját rajzfilmsorozatán dolgozott. 1987-től 1995-ig különböző nyugat-európai stúdiók számára dolgozott rendező-animátorként. 1996-ban megalapította Szegeden a Paja Film stúdiót, mely az országban elsőként háromdimenziós számítógépes animációs technikával készült egyedi és sorozatfilmek gyártásával foglalkozott. Filmjeivel a világ szinte összes jelentős animációs filmfesztiválján szerepelt és jelentős díjakat nyert. A cég 22 év után, 2018-ban megszűnt.

## Filmjei

### Rendezőként
- Hogyan lehet megijeszteni egy oroszlánt? (1980)
- Leo és Fred I. sorozat 13 epizód (1980-1986)
- Szezonvég (1996)
- Esti dal (1997)
- Egy újabb nap (1998)
- A szentjánosbogarak nemi élete (2000)
- Tél (2001)
- Rajzfilm (2005)
- Éjszakai horgászat (2006)
- Kicsi rigó (2009)
- Zápor (2012)

### Közreműködései
- Mézga család (1972) fázisrajzolóként
- Gusztáv (animátor, társrendező, forgatókönyvíró-rajzoló)
- János vitéz (1972) fázisrajzolóként
- Magyar népmesék (1976) tervezőként, forgatókönyv)
- Vízipók-csodapók (1980-81) animátorként
- Mesék Mátyás királyról (1982) animátorként
- Jeune homme 52 ans (1986-88) forgatókönyv, animátor
- Négyszögletű kerek erdő (2014-16) animátor, forgatókönyv, hangdesigner, zeneszerző

## Főbb díjak, kitüntetések
- A gyermekfilm kategória I. díja (Leo és Fred), 1986, Espihno
- Sorozatfilm kategória II. díja (Leo és Fred), 1987, Chicago
- Az animációs kategória III. díja (Leo és Fred) 1988, München
- A legjobb animáció díja (Leo és Fred), 1993, Kecskemét
- A legjobb animációs film díja (Egy újabb nap), 1999, Győr (Mediawave)
- A legjobb rövid animációs film és a közönség díja (Egy újabb nap), 1999, Kecskemét
- Balázs Béla-díj, 1999
- Szegedért Alapítvány Gregor József művészeti díja, 2012
- Filmkritikus díj a legjobb animációért a Zápor című filmért, 2014
- Szeged nemzetközi kapcsolataiért díja, 2016

## Külső hivatkozások
- Tóth Pál az Internet Movie Database oldalon (angolul)
- Tóth Pál a PORT.hu-n (magyarul)
- Paja film